# Energiecentrale
Een energiecentrale is een bouwwerk dat het centraal opwekken van energie als functie heeft. Het opwekken van energie kan gebeuren door gebruik van verschillende natuurlijke media: water, wind, zon en fossiele brandstoffen.
Men kan onderscheid maken tussen elektriciteitscentrales, die als primaire taak het opwekken van elektriciteit hebben, en warmte-krachtcentrales, die naast elektriciteit ook warmte opwekken.